# Enschedese Studenten Schietvereniging 'Ares'
De Enschedese Studenten Schietvereniging Ares is een Nederlandse Studentenweerbaarheid, gevestigd in Enschede. De vereniging is een subvereniging van het DSCC/DJCR 'Audentis et Virtutis'. Het moederregiment van E.S.S. Ares is het 44 Pantserinfanteriebataljon uit het Regiment Infanterie Prins Johan Willem Friso te Havelte.

## Geschiedenis
De vereniging werd in 1998 opgericht als tiende en jongste studentenweerbaarheid van Nederland.

## Activiteiten
De vereniging heeft als doel om bij te dragen aan de werving van academisch opgeleid personeel voor Defensie, en biedt haar leden de gelegenheid om informeel kennis te maken met de krijgsmacht. Behalve met het moederregiment onderhoudt E.S.S. Ares contacten met de Foxtrot-compagnie van 10 Natresbat, die de vereniging bijstaat bij haar schietopleiding. Het doel van deze opleiding is het zo goed mogelijk voorbereid zijn op de jaarlijkse schietwedstrijd om de Prins Bernhardtrofee. Deze trofee, een jaarlijkse prijs voor de beste studentenweerbaarheid van Nederland, werd in 2008, 2014 en in 2022 gewonnen.
Een van de belangrijkste pijlers van E.S.S. Ares is de Nijmeegse Vierdaagse. Jaarlijks loopt een peloton mee tijdens deze mars met als hoogtepunten 2007, 2008, 2014, 2016, 2017, 2018, 2019, 2022, 2023 en 2024 waarin de groepsmedaille behaald werd.
Zie ook: Weerbaar en Student · Weerbaarhedenlied · Prins Bernhardtrofee